# Zonnetempel van Nioeserre

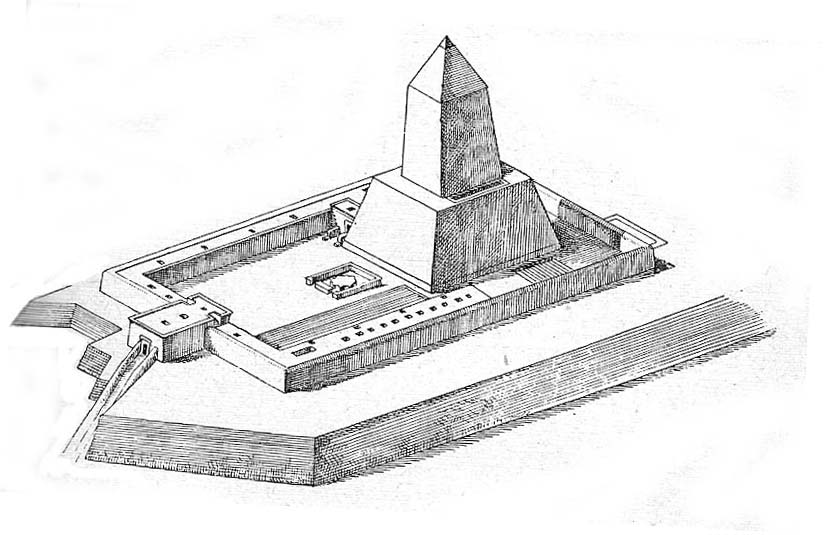
reconstructie van de zonnetempel van Nioeserre

De zonnetempel van Nioeserre werd door Nioeserre gebouwd in de Vde dynastie. Het is samen met de zonnetempel van Oeserkaf de enige van de zes zonnetempels die zijn teruggevonden. De tempel staat te Aboe Gorab, niet ver van de piramides te Aboesir. Ze werd ontdekt door John Perring en opgegraven door Duitse archeologen.
De zonnetempel bestond uit een groter complex. Er was een klein tempeltje dat als voorportaal diende. Van daaruit liep een processieweg naar de eigenlijke tempel. Deze was ommuurd en binnenin bevonden zich talrijke magazijnen. Er was ook een slachthuis en er zijn nu nog bassins bewaard waar het bloed van de dieren werd opgevangen. Er was daarnaast een grote obelisk waar de eigenlijke offertafel voorstond. Aan de zuidkant van de obelisk lag de 'kamer der seizoenen' met talrijke bas-reliëfs. Buiten de muren lag ten zuiden een zonneboot.